# UFC 175
UFC 175: Weidman vs. Machida è stato un evento di arti marziali miste tenuto dalla Ultimate Fighting Championship il 5 luglio 2014 al Mandalay Bay Events Center di Las Vegas, Stati Uniti.

## Retroscena
Il main match tra il campione dei pesi medi Chris Weidman ed il contendente Lyoto Machida avrebbe dovuto svolgersi in maggio con l'evento UFC 173, ma Weidman s'infortunò ad un ginocchio e l'incontro venne posticipato.
La sfida tra i due coach della terza stagione brasiliana del reality show The Ultimate Fighter, ovvero Chael Sonnen e Wanderlei Silva, venne annullata in quanto Silva non si presentò all'udienza per ottenere la licenza per combattere e Sonnen fallì un test antidoping, in seguito al quale prese la decisione di ritirarsi dalle MMA.
L'incontro di pesi massimi tra Stefan Struve e Matt Mitrione venne annullato il giorno stesso dell'evento in quanto Struve accusò un malore poco prima l'inizio della sfida.

## Risultati
|                                                   | Divisione          |                   |                 |                       | Metodo                                      | Round           | Tempo           | Premio          |
| Card principale                                   | Card principale    | Card principale   | Card principale | Card principale       | Card principale                             | Card principale | Card principale | Card principale |
| ------------------------------------------------- | ------------------ | ----------------- | --------------- | --------------------- | ------------------------------------------- | --------------- | --------------- | --------------- |
| Sfida valida per il titolo di campione indiscusso | Pesi Medi          | Chris Weidman (c) | batte           | Lyoto Machida         | Decisione unanime (49-45, 48-47, 49-46)     | 5               | 5:00            | FOTN            |
| Sfida valida per il titolo di campione indiscusso | Pesi Gallo Femmine | Ronda Rousey (c)  | batte           | Alexis Davis          | KO (colpi)                                  | 1               | 0:16            | POTN            |
|                                                   | Pesi Medi          | Uriah Hall        | batte           | Thiago Santos         | Decisione unanime (29-28, 29-28, 30-27)     | 3               | 5:00            |                 |
|                                                   | Pesi Gallo         | Russell Doane     | batte           | Marcus Brimage        | Decisione non unanime (29-28, 28-29, 30-27) | 3               | 5:00            |                 |
| Card preliminare                                  |                    |                   |                 |                       |                                             |                 |                 |                 |
|                                                   | Pesi Gallo         | Urijah Faber      | batte           | Alex Caceres          | Sottomissione (rear naked choke)            | 3               | 1:05            |                 |
|                                                   | Pesi Welter        | Kenny Robertson   | batte           | Ildemar Alcântara     | Decisione unanime (30-26, 30-26, 30-26)     | 3               | 5:00            |                 |
|                                                   | Pesi Medi          | Bruno Santos      | batte           | Chris Camozzi         | Decisione non unanime (29-28, 28-29, 29-28) | 3               | 5:00            |                 |
|                                                   | Pesi Gallo         | Rob Font          | batte           | George Roop           | KO (pugni)                                  | 1               | 2:19            | POTN            |
|                                                   | Pesi Medi          | Luke Zachrich     | batte           | Guilherme Vasconcelos | Decisione unanime (30-27, 30-27, 29-28)     | 3               | 5:00            |                 |
|                                                   | Pesi Medi          | Kevin Casey       | batte           | Bubba Bush            | KO Tecnico (gomitate)                       | 1               | 1:01            |                 |

## Premi
I lottatori premiati ricevettero un bonus di 50.000 dollari.
Legenda:
- FOTN: Fight of the Night (vengono premiati entrambi gli atleti per il miglior incontro dell'evento)
- POTN: Performance of the Night (viene premiato il vincitore per la migliore performance dell'evento)

## Incontri annullati
|  | Divisione         |                      |        |                   | Motivo                                       |
|  | ----------------- | -------------------- | ------ | ----------------- | -------------------------------------------- |
|  | Pesi Mediomassimi | Chael Sonnen         | contro | Wanderlei Silva   | Silva non richiese la licenza                |
|  | Pesi Medi         | Chael Sonnen         | contro | Vítor Belfort     | Sonnen fallì un test antidoping              |
|  | Pesi Mediomassimi | Daniel Cormier       | contro | Dan Henderson     | Incontro spostato a UFC 173                  |
|  | Pesi Welter       | Santiago Ponzinibbio | contro | Ildemar Alcântara | Ponzinibbio infortunato                      |
|  | Pesi Massimi      | Stefan Struve        | contro | Matt Mitrione     | Struve accusò un malore poco prima del match |